# Фридрих II фон Труендинген (епископ на Бамберг)
Фридрих II фон Труендинген (на немски: Friedrich II von Truhendingen; † 19 май 1366) е от 1363 до смъртта си княжески епископ на Бамберг.

## Живот
Произлиза от фамилията на графовете на Труендинген във Франкония, Бавария.
По времето на избора на Фридрих II фон Труендинген за княжески епископ Урбан V е папа и Карл IV император. Фридрих умира преди официалното му възкачване на трона. Погребан е в катедралата на Бамберг.
Епископ Фридрих II фон Труендинген не трябва да се бърка с граф Фридрих II фон Труендинген († 1290).